# Campamento de Al-Arrub
El campamento de al-Arrub (Árabe: مخيّم العروب) es un campo de refugiados palestinos ubicado al sur de Cisjordania (Palestina), junto a la carretera Hebrón-Jerusalén, en la Gobernación de Hebrón. Está a unos 15 kilómetros al sur de Belén. La superficie total del campamento es de 240 dunams (0,24 km²) y según UNRWA, la agencia de las Naciones Unidas responsable de los refugiados palestinos, en 2005 había 9.859 refugiados registrados en el campamento. No obstante, según la Oficina Central de Estadísticas de Palestina, la población del campamento era de 7.941 habitantes en 2007.

## Geografía
El campamento de al-Arrub se encuentra a medio camino de las ciudades palestinas de Hebrón y Belén. Según los Acuerdos de Oslo, que dividieron provisionalmente a Cisjordania en tres zonas administrativas, la superficie de al-Arrub se cataloga mayoritariamente como Área B (es decir, de control militar israelí y control civil palestino), si bien una parte del campamento tiene carácter de Área C (control militar y civil israelí). De hecho, en la misma entrada del campamento hay una torre de vigilancia del ejército israelí.

## Demografía
Según OCHA, la población del campamento era de 8.353 habitantes en 1967.
El último censo realizado por la Oficina Central de Estadísticas de Palestina reflejó una población de 9.850 habitantes en 2007, así como una densidad de población de 50.000 personas por kilómetro cuadrado. Según UNRWA, hay 12.000 refugiados palestinos registrados en su campamento, si bien un número importante de ellos puede estar viviendo en localidades cercanas.

## Historia
El 29 de noviembre de 1947, la Asamblea General de las Naciones Unidas aprobó la resolución 181, más conocida como el Plan de Partición de Palestina, que impulsaba la creación de un estado judío y uno árabe en el territorio del Mandato Británico de Palestina. Como consecuencia del avance de las tropas judías antes y durante la guerra árabe-israelí de 1948, más de 700.000 palestinos fueron expulsados o huyeron de sus hogares. A la conclusión de la guerra, Israel les negó el derecho de retorno, por lo que Naciones Unidas decidió crear la Agencia de Naciones Unidas para los Refugiados de Palestina en Oriente Próximo (UNRWA) y una serie de campamentos de refugiados en la Franja de Gaza, Cisjordania, Líbano, Siria y Jordania.

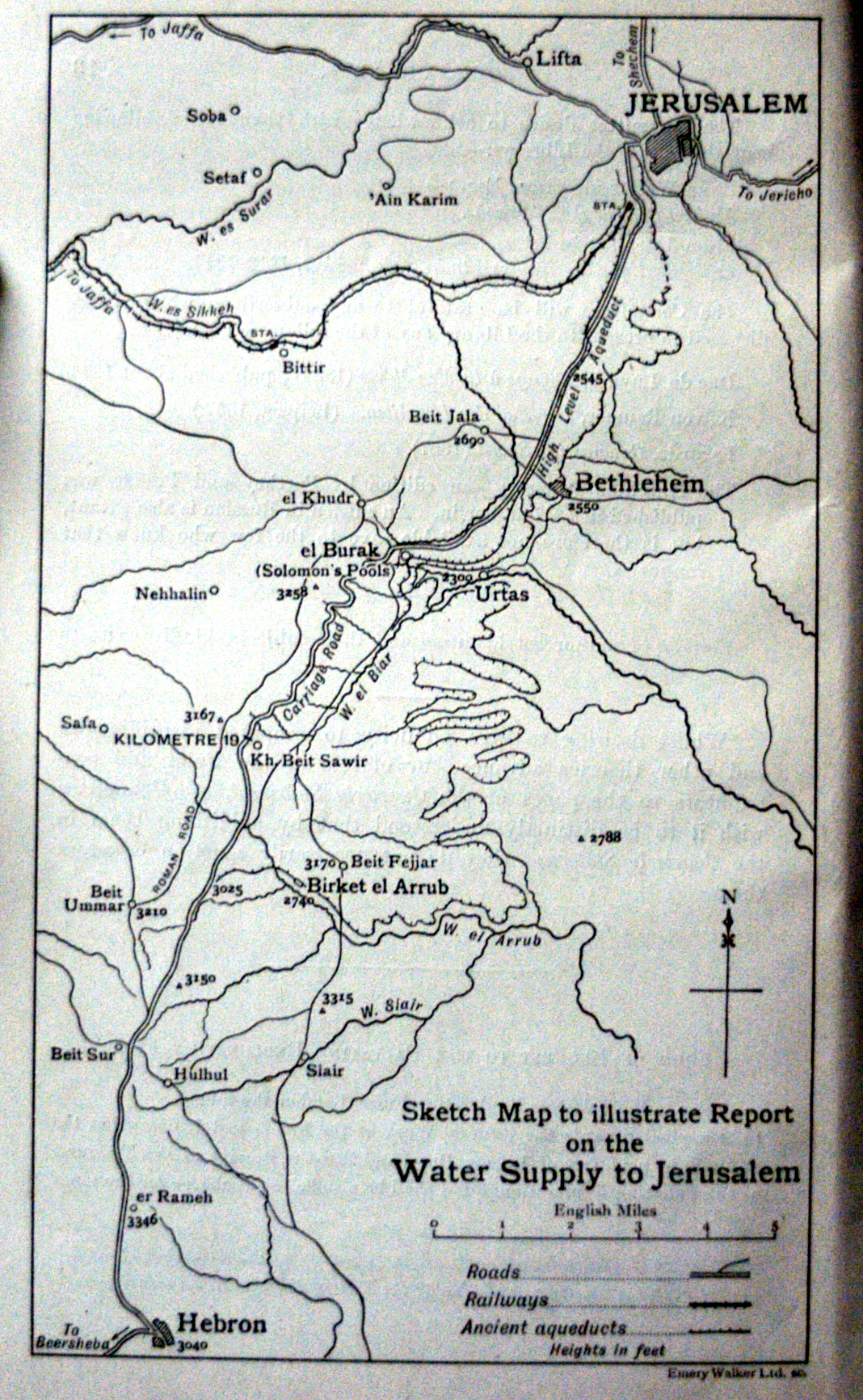
Al-Arroub antes de 1948. Suministro de agua a Jerusalén.

### Ocupación jordana
Como consecuencia de la guerra de 1948, toda Cisjordania quedó bajo ocupación jordana, situación que solo fue reconocida por Reino Unido, Pakistán e Irak. UNRWA creó el campamento de al-Arrub en 1949 para alojar a los refugiados que habían sido expulsados por el ejército israelí de Ramla, así como a otros refugiados de Gaza y de las localidades cercanas a Hebrón. 

### Ocupación israelí
En la guerra de los Seis Días de 1967, Israel conquistó Cisjordania, la Franja de Gaza, Jerusalén Este, los Altos del Golán y la Península del Sinaí. Salvo esta última, que fue devuelta a Egipto tras los Acuerdos de Paz de Camp David, el resto siguen a día de hoy bajo un régimen de ocupación militar israelí. Tras los Acuerdos de Oslo, el campamento quedó bajo control administrativo de la Autoridad Nacional Palestina, dentro de la denominada Zona B, si bien una pequeña porción del mismo ha quedado emplazada en la Zona C.
El campamento de al-Arrub tiene una de las mayores tasas de incursiones del ejército israelí en toda Palestina. El uso de gases lacrimógenos, bombas sónicas y balas de metal recubiertas de goma es bastante frecuente en el campamento, así como el arresto de niños y su posterior detención en cárceles israelíes. Como en el resto de campamentos de refugiados palestinos, en al-Arrub existen altos niveles de desempleo, pobres condiciones de vida y una preocupante superpoblación.
El 6 de octubre del año 2000, un niño de 14 años llamado 'Alaa Muhammad 'Abd a-Rahman al-Jawabrah moría en el campamento de al-Arroub debido a un disparo de una bala de plomo recubierta de goma. 'Alaa había participado una hora antes en un incidente de lanzamiento de piedras a los soldados, y se encontraba ya en el balcón de su casa cuando un soldado israelí le disparó en la cabeza. Unos meses después, el 24 de marzo de 2001, unos soldados apostados en un tejado del campamento mataron de un disparo a Khaled Muhammad 'Odeh Badawi, de 20 años. Otro niño del campamento, Thaer Muhammad Harun 'Eid Haliqa, de 15 años, fue abatido por soldados israelíes durante los enfrentamientos causados por una incursión del ejército israelí.
El 23 de enero de 2013, un desconocido arrojó un cóctel molotov a un coche que viajaba por la carretera solo para judíos cercana al campamento. Dos soldados israelíes que viajaban en el coche se bajaron, vieron a una mujer caminando cerca del colegio del campamento y la mataron de un disparo. Se llamaba Lubna Munir Sa'id al-Hanash y tenía 21 años. El 25 de julio de 2014, un joven palestino de 28 años llamado 'Eid Rabah 'Abd al-Qader Fdeilat tuvo una discusión con unos soldados que no dejaban pasar a su hermano a través de un puesto de control aleatorio. Poco después recibió disparos en el pecho y las piernas que le causaron la muerte. Los soldados alegaron que había intentado robarle el arma a uno de ellos. El 11 de noviembre de ese mismo año, un chico de 19 años llamado Muhammad 'Imad Ahmad Jawabreh murió de un tiro en el pecho que recibió en su propia casa, disparado por unos soldados israelíes apostados en un tejado cercano. Los soldados alegaron que se habían sentido amenazados cuando el joven les apuntó con una pistola. Una investigación de B'Tselem declaró falsa esta justificación.
El 26 de noviembre de 2015, un grupo de jóvenes refugiados del campamento de al-Arrub participaron en una manifestación frente a una torre de vigilancia israelí, en la que algunos de ellos lanzaron piedras y artefactos incendiarios. Los soldados israelíes mataron de un disparo a Khaled Mahmoud 'Abd al-Majid Jibrin, de 18 años. En una situación parecida fue abatido el niño palestino 'Omar Yusef Isma'il Madi, de 15 años, durante una manifestación en la que se lanzaron piedras contra una torre de vigilancia israelí el 10 de febrero de 2016. Apenas dos meses después, el 14 de abril, los soldados israelíes mataron a otro palestino de 53 años llamado Ibrahim Muhammad 'Othman Barad'iyah. Según la versión de los soldados, había intentado atacarles con un hacha a la entrada del campamento. Una justificación parecida tuvo la muerte de Mustafa Muhammad 'Othman Barad'iyah, de 50 años, el 19 de julio de 2016; según el portavoz del ejército israelí, había intentado apuñalar a dos soldados. Un niño de 17 años llamado Murad Yusef Muhammad Abu Ghazi murió de un tiro en la espalda el 17 de marzo de 2017, después de que él y varios amigos hubiesen lanzado artefactos incendiarios sobre la carretera exclusiva para judíos que pasa cerca del campamento.
El 11 de noviembre de 2019, soldados del ejército israelí volvieron a matar un joven refugiado del campamento, en este caso Omar al-Badawi, de 22 años. Según testigos presenciales, este joven palestino estaba intentando apagar el fuego causado por un cóctel molotov durante una incursión israelí cuando recibió un disparo de un soldado israelí que le causó la muerte. Este ataque fue condenado por el coordinador especial de la ONU para el proceso de paz en Oriente Medio, Nikolay Mladenov, así como por diversos políticos palestinos y por el líder del principal partido palestino en Israel, Ayman Odeh.

## Instalaciones
En el campamento hay 4 escuelas gestionadas por UNRWA con un total aproximado de 2.000 alumnos. También hay un centro de salud que provee a sus habitantes de atención reproductiva, pediatría, vacunación, chequeos y tratamiento para enfermedades tanto contagiosas como no contagiosas, así como tratamiento psicológico. Un dentista visita el centro médico dos días a la semana, pero no existe un equipo de rayos X, por lo que los pacientes que requieren este tratamiento deben viajar a las ciudades de Hebrón o Belén. Por último, UNRWA también gestiona un centro de distribución de alimentos.